# Windows 3.x
Windows 3.x är en grafisk användarmiljö i Windowsfamiljen från Microsoft, tänkt att köra ovanpå det underliggande operativsystemet MS-DOS. Det lanserades i maj 1990 och var det första grafiska användargränssnittet från Microsoft som fick bred kommersiell framgång.
Windows 3.x var billigare än konkurrenternas motsvarigheter, hade ett större programutbud och gick att köra på pc-datorer som var betydligt billigare än exempelvis Apples Macintosh. Windows 3.x var dessutom bakåtkompatibelt vilket inte kunde sägas om Apples produkter. En vanlig åsikt är att Apples produkter vid denna tidpunkt var av högre kvalitet. I kontorslandskapen var detta dock inte det avgörande argumentet för inköpscheferna på de flesta företag: bakåtkompatibilitet och pris vägde tyngre.
Allt stöd för Windows 3.x slopades den 31 december 2001 - men Windows 3.11 fortsatte säljas för inbäddad hårdvara (till exempel bankomater och surfterminaler) fram till 1 november 2008.

## Historia
Det sägs att två personer från olika avdelningar på Microsoft samtalade i lunchrummet om det nedlagda projektet Windows. Windowsutvecklaren fick på så sätt reda på arbetet med utvecklingen av den nya minneshanteringen under DOS 5.0.[källa behövs]
Utvecklingen av Windows låg nere på grund av Microsofts samarbete med IBM. De två medarbetarna såg möjligheterna för Windows i och med den nya DOS-versionen som var på väg och de fortsatte utvecklingen på sin fritid. Microsoftledningen ska inte ha hört talas om projektet förrän det var så gott som klart.[källa behövs]
Vid den tidpunkten hade Microsoft hoppat av OS/2-projektet och var åter intresserade av Windows. Samarbetsproblemen berodde alltså inte på Windows 3.0s försäljningsframgångar, som är en vanlig missuppfattning, utan bottnade troligtvis mer i de båda företagens skilda strategier för framtiden.[källa behövs]
Den 1 november 2008 upphörde Microsoft att sälja licenser för Windows 3.x.

## Windows 3.0
Man kan säga att Windows på den här tiden var uppdelad i fyra huvudsakliga komponenter:
- Microsoft Windows Kernel, kärnan är den komponent som sköter hårdvaran och styr till exempel hårdvaruavbrotten (IRQ) och minneshantering. Kärnan kommunicerar med hårdvaran via olika drivrutiner.
- Microsoft Windows Application Programming Interface (API), är det lager som ligger ovanför kärnan och är det gränssnitt som programmerare använder sig av.
- Microsoft Windows Drivers, är drivrutinskomponenten och det som översätter de generella kommandona som systemet anropar sina olika enheter med. Microsoft Windows GDI (Graphics Device Interface) ligger mellan kärnan och drivrutinerna. Den har till uppgift att skicka grafiska element till olika former av utenheter. (Se Windows 1.0)
- Microsoft Windows Extensions, är den komponent som tillhandahåller gemensamma rutiner för hela Windowsmiljön. Den består av en katalog med dynamiskt länkade filer (DLL - Dynamic Link Library), som tillåter att program delar på kod, data eller andra resurser. En sådan fil är effektivare än om varje program ska ladda in flera instanser av samma kod var för sig.

### Hårdvarukrav
Hårdvarukraven var de samma som för Windows 2.10 förutom att det nu krävdes MS-DOS 3.1 eller högre installerat på systemet. Man behövde också minst 896 kB (640 + 256) fritt i RAM-minne.

### Minneshantering
Windows 3.0 samt det underliggande operativsystemet MS-DOS 5.0 hade förbättringar på området som rörde minneshanteringen. Windows hade dessutom olika programlägen (modes) för de olika processortyperna 8086 och 8088, 80286 samt 80386.
Windows 3.0 använde sig bland annat av expanderat minne (EMS). Detta genomfördes med hjälp av en ny drivrutin som hade stöd för upp till 16 MB EMS i och med detta kunde man frigöra konventionellt minne. Det fanns även stöd för extended memory för de processorer som hade hårdvarustöd för detta (80286 och uppåt).
Windows kunde köra program i tre lägen (mode):

#### Real Mode
Real Mode använder minnet på samma sätt som i DOS-läge. Flera Windows-program kunde köras samtidigt med hjälp av mjukvaruimplementerad kooperativ multikörning (multitasking).
Endast ett MS-DOS program kunde köras åt gången på helskärm. I real och standardläge skapar operativsystemet en programväxlingsfil för varje program. De tillfälliga filerna börjar alltid med ”~WOA”.

#### Standard Mode
Standard Mode kunde också utnyttja en ny funktion i hårdvaran som kallas Protected Mode, vilket innebar att processorn kan dela upp minnet i olika skyddade områden. Det innebar även bättre minneshantering.

#### 386 Enhanced Mode
Om man hade en 386:a (eller bättre) kunde man starta i 386 Enhanced Mode som utnyttjade 80386-processorns nyheter. Processorn 80386 hade en 32 bitars minnesbuss som kunde adressera upp till totalt 4 GB minne.
Enhanced Mode kunde köra flera DOS-program samtidigt i separata fönster genom att utnyttja 80386-processorns "virtual 8086 mode".
Vidare kunde 80386-processorn använda hårdvarustött virtuellt minne, där processorn kan använda en del av hårddisken för att simulera arbetsminne vilket systemet alltså uppfattade som att det hade mer arbetsminne än vad som egentligen fanns att tillgå i datorn. I de andra lägena mjukvaruimplementerades motsvarande funktion.

### Grafikhantering
Windows 3.0 hade även en förbättrad grafisk utformning med en färgpalett (Color palette) som sköttes av Windows. Detta gjorde det möjligt (beroende på vilket grafikkort som var installerat) att använda sig av fler än de 16 färger som man tidigare varit begränsad till. Dessutom fanns det stöd för färg i bitmap-bilder. Man kunde nu lägga in en bakgrundsbild på skrivbordet. Det gick att köra kommandotolken (MS-DOS) i ett fönster, vilket var något helt nytt och mycket användbart.

### Programhantering
Man hade även arbetat om och försökt förbättra det grafiska gränssnittet till att vara enklare och tydligare. Exempelvis hade MS-DOS Executive ersatts av Program Manager (Programhanteraren) som var ikonbaserad.
Musstöd var integrerat och man kunde bläddra mellan de olika program som var igång, man kunde minimera programfönster. Snabbkommandot Alt+Tab växlade mellan olika program i programhanteraren.

### Fil- och katalogstruktur
Under Windows 3.0 ser kataloger (idag mapp) och filer ut som i DOS (med den skillnaden att vissa av systemfilerna och programfiler nu istället ligger under katalogen Windows och inte i katalogen DOS (som tidigare).
Den reella filstrukturen fick man åtkomst med filhanteraren (File Manager) som delvis ersatte dos-skalet i denna version av Windows.

### Programplattform
Nu hade Microsofts program Microsoft Word och Microsoft Excel börjat bli vanliga och detta ihop med den förbättrade minneshanteringen och andra förbättringarna gjorde denna version av Windows till Microsofts ditintills största försäljningsframgång med över 10 miljoner sålda kopior.
Microsoft erbjöd egna programvaror till detta operativsystem.
- Officepaketet, den sista 16-bitarsversionen av officepaketet var Microsoft Office version 4.2 som innehöll Word 6.0, Excel 5.0. Office versionen 4.3 innehöll dessutom Microsoft Access 2.0.
- Internet Explorer, vidare kunde man installera 16-bitars versionen av Internet Explorer för att få webbåtkomst. Valde man istället Netscape som webbläsare var man tvungen att installera Trumpet Winsock.
- Asymetrix Daybook, var ett program följde med i kartongen.
- Hjälpsystem, Microsofts applikationer hade ett hjälpsystem som nåddes från hjälpmenyn i Windows.

### Förbättrat nätverk och skrivarstöd
Förbättrat stöd för nätverk, man kunde exempelvis köpa till en nätverksdel (Windows for Workgroups) 
Även stödet för skrivare hade förbättrats – det fanns 32 drivrutiner som hanterade 170 olika skrivare.

## Windows 3.00a MPC
Den 31 oktober 1990 släpptes en uppdatering för Windows 3.0 som fixade några problem som hade med nätverkstödet, DDE, minneshantering och installationsförfarandet att göra.
Vidare släpptes en OEM-version av den här uppdateringen som var särskilt ämnad för vad som kallades Multimedia PC (MPC).

### Hårdvarukrav för Multimedia PC
Minimikraven för en multimedia-pc var en 80386, 2 MB RAM och 30 MB hårddisks utrymme, VGA-grafikkort med minst 16 färger, CD-ROM-läsare med ljudutgång, en tvåknappsmus samt ljudkort och högtalare.

### Multimediastöd
I denna version av Windows hade man lagt till särskilda drivrutiner för anslutning till hårdvara ämnad för multimedia samt ett antal grafiska program för hantering av ljud och bild. Media Player introducerades i denna Windowsversion.

## Windows 3.10
April 1992 kom version 3.1. Den hade en mängd förbättringar jämfört med de tidigare versionerna.

### Hårdvarukrav
Kravet var en ”IBM-kompatibel” dator med minst en 8086/8088-processor, men man rekommenderades att använda en 80286 eller 80386.
Det krävdes minst 896 kB RAM medan för 80286-processor rekommenderades 1024 i utökat minne (1024 + 640 = 1664 kB i RAM) och för 80386 rekommenderas 2048 kB i utökat minne. Man skulle ha en hårddisk på minst 6 MB, men 10 MB rekommenderas samt en 5.25" eller 3,5” diskettstation.
Skärm och grafikkort skulle vara kompatibelt med EGA, VGA, SVGA, XGA, 8515/A eller Hercules Videocard. Man rekommenderades även att använda mus.

### Användarvänligare
Man hade flera installationsalternativ: snabb, anpassad, nätverk och felsökning.
Förbättrade hjälpfunktioner kunde man erbjuda med hjälp av en datorbaserad Windows 3.1 självstudie samt förbättrad online-hjälp. Dessutom medföljde i dokumentationen en ”kom igång” manual.

### Objektorientering
Objektorientering innebär att alla delar i såväl applikationerna, operativsystemet samt maskinvaran ses som objekt. Detta gör att det blir lättare att förändra och underhålla systemet då man inte behöver förändra systemet utan bara det eller de objekt som berörs.
Även dokument och applikationer berörs av detta nya synsätt. Det innebär att programmen är länkade till dokumenten snarare än som förut då dokumenten var länkade till programmen. Om du öppnar ett dokument så öppnas automatiskt det programmet som är länkat till det. Dessutom kan du länka flera program till ett dokument. Detta kallas OLE som står för Object Linking and Embedding och kontrolleras av diverse .ini filer och registret.
I Windows 3.1 hade man börjat använda sig av de här idéerna och exempelvis infogade man dra-och-släpp-funktion med hjälp av OLE, samt stöd för OLE i många av applikationerna.

### Register
Olika inställningar hade hitintills skötts av diverse .ini filer. Dessa hade vissa nackdelar. De fick inte överstiga 64 kB i utrymme, med linjär åtkomst, vilket gjorde dem långsamma. Det fanns ingen särskild standard för hur de skulle byggas upp, de var inte hierarkiskt uppbyggda utan var fragmenterade och de hade inte stöd för nätverk.
I Windows 3.1 började man experimentera med en ny slags inställningsfil vid sidan om de existerande. Denna filen hette Reg.dat och kunde läsas och redigeras med verktyget Regedit.exe.

### Minneshantering
Microsoft hade även gjort vissa förändringar i minneshanteringen. Real Mode var borttaget.
Även SMARTdrive uppdaterades till version 4.0. Man har även lagt till WD1003 som är en virtuell hårddiskkontroller. Vidare kan man nu själv ställa in det virtuella minnet i kontrollpanelen. Med Local Boot feature introducerades även tilläggsprogrammet Local Boot som gör att ett program som hängt sig i vissa fall kan stängas av utan att behöva starta om datorn. Detta program startas genom att man trycker ner Ctrl+Alt+Del.

### Multimedia
De olika delarna som ingick i Multimedia Extensions följer nu med.
Man hade ett bättre stöd för olika skrivare genom UNIdriver som i praktiken innebär att en sorts drivrutin kan stödja flera olika sorters skrivare. Man hade också infogat stöd för TrueType som är en sorts typsnitt som är skalbara (dvs. de kan förminskas och förstoras). Man hade även nya drivrutiner till grafiken som kunde stödja MS-DOS grafik i ett fönster.

## Windows for Workgroups 3.10
Windows for Workgroups 3.1 var egentligen Windows 3.1 med extra mjukvara för nätverk som gjorde det möjligt att dela filer, skrivare, OLE-objekt och DDE-data med andra Windows for Workgroup-utrustade datorer eller med Microsoft LAN Manager-kompatibla nätverksklienter och servrar.
Den lanserades i oktober 1992 och hade en integrerad nätverksdel för peer-to-peer nätverk med stöd för fil- och skrivardelning. Man kunde även välja vilka filer man skulle dela ut på nätverket.
Man kan säga att Windows for Workgroups är det första steget till den nätintegration av operativsystemet som dagens Windowsutvecklare jobbar på, exempelvis Windows .Net.
Windows for Workgroups såldes i en rad olika former: hela programmet eller som tillägg för dem som redan hade Windows 3.1 installerat. Man kunde också köpa den som uppgraderingspaket. Så långt är väl allt som vanligt men den levererades även i olika former tillsammans med hårdvara.
Dessutom fanns ett "Workgroup connection"-paket för datorer som ej kunde köra Windows for Workgroups. Detta paket inkluderade även MS-DOS Mail client samt Net.exe tillbehör.

### Hårdvarukrav
För att installera Windows for Workgroup krävdes att man minst hade MS-DOS 3.3 men 5.0 eller senare rekommenderades. Dessutom behövdes:
- En 8086/8088 (Real mode). En 80286 eller högre med 2 MB (Standard Mode). Ville man dela skrivare och/eller filer krävdes minst en 386 processor med minst 3– men det rekommenderades 4 – MB (Enhanced Mode).
- En 5,25” eller 3,5” HD (High Density) diskettstation samt 9,5 MB ledigt hårddiskutrymme. Det rekommenderades dock att ha minst 14,5 MB ledigt.
- EGA, VGA, SVGA, 8514/A eller grafikkort och skärm som var kompatibel med Windows 3.1. Det rekommenderades att man hade en VGA-adapter eller bättre.
- Windows-kompatibelt nätverkskort och kablage krävdes naturligtvis också.

Dessutom kunde man ansluta mus, Hayes-kompatibelt modem, ljudkort och CD-ROM-enhet.

### Mjukvara för nätverk
Microsoft hade förbättrat användargränssnittet rörande konfigureringsalternativ att använda med LAN Manager (Windows NT) eller NetWare-servrar med en egen serverfunktion på 80386-plattformen. 
WfW hade också stöd för peer-to-peer nätverk. Antalet noder per arbetsgrupp var obegränsat, men systemet blev segare ju fler anslutna datorer det fanns på nätverket.
Versionen innehöll även Microsoft Mail och Schedule+, två program som används i nätverk för e-post och schemaläggning.
Chat, Netwatcher och Winmeter är nya verktyg som har tillkommit.
Filhanteraren hade förbättrats med en ny verktygsmeny. Härifrån kan man ansluta till eller dela ut filer. Även skrivarhanteraren (Print Manager) hade förbättrats på samma sätt (men då gällde det förstås att koppla upp sig mot eller dela ut skrivare). Det finns ingen teoretisk gräns för antalet resurser man kan dela men det finns ju begränsningar beroende på hårdvara och vad för protokoll som används. 
I Kontrollpanelen tillkom det en nätverksikon.
Spelet Hjärter (Hearts) kom i denna version av Windows. Det har stöd för spel över nätverk.

## Windows for Workgroups 3.11
Den 1 november 1993 kom Windows for Workgroups version 3.11, som korrigerade en rad buggar, mest nätverksrelaterade. Den hade även en rad förbättringar både när det gällde nätverk och lokalt. Den ersatte version 3.1 och uppgraderingen kunde laddas hem gratis från Microsofts ftp-server.

### Hårdvarukrav
Man skulle ha MS-DOS 3.3 eller senare för att kunna installera WfW 3.11. Microsoft rekommenderade dock att man inte hade tidigare än DOS 6.2. Dessutom krävdes:
- En PC med minst en 80386SX processor och 2 MB i RAM utan nätverk, minst 3 MB med nätverk och rekommendationen låg på 4 MB i RAM-minne.
- 5,25” eller 3,5” diskettstation och minst 10,5 MB ledigt utrymme på hårddisken. 15,5 MB rekommenderades.
- Bildskärm och grafikkort skulle vara Windows 3.1-kompatibla men man rekommenderades att ha en VGA-adapter eller bättre.
- För att klara FAX skulle man ha klass 1 (stöder digital filöverföring), klass 2 (analog) eller CAS (Communications Application Specification) (analog) modem.

Vidare krävdes nätverkskort, kontakter och kablage om man ville använda nätverksfunktionerna. 
Det gick att koppla in Microsoft-kompatibel mus, Hayeskompatibelt modem, ljudkort, CD-ROM-enhet, med mera.

### Nya nätverksfunktioner
Drivrutinerna för nätverket var nu gjorda efter de specifikationer som standarden NDIS 3.0 satte. Dessa kördes i skyddat läge, i VxD-format utan att använda något konventionellt minne.
- VxD-filer

VxD-filer är en särskild typ av drivrutiner som har direkt kontakt med Windows kärna och kan utnyttja minnet som reserverats för operativsystemet. Dessa filer kan även ha direkt kontakt med hårdvara. Det finns statiska VxD som måste initieras i Real Mode. Det finns även dynamiska som kan laddas i Protected Mode. I Windows 3.x hade dessa filer filändelsen .386.
- Stöd för NetWare

Dessutom ingår Netware supportfiler från Novell. NWLink var exempelvis ett 32-bitars transportprotokoll för IPX/SPX som körde i skyddat läge, med det följde även med NWNBLink som lade till ett NETBIOS-lager. Man kunde även ha konnektivitet med Novell Netwares ODI och fullt stöd för IPXODI samt monolithic IPX och Microsofts MSIPX.
- Fjärradministration

ADMINCFG var ett konfigurationsverktyg för administratörer som skötte maskinindividuella säkerhetsfrågor och inställningar för nätverket från en fjärrdator.
- Stöd för Microsofts övriga nätverksprodukter

Klientprogram för att ansluta till en - NT eller LAN Manager - RAS-server för att kunna få kontakt med ett icke-lokalt nätverk. Senare kom även stöd för point-to-point RAS-server, där man endast har kontakt med en dator, det vill säga servern man har upprättat förbindelse med.
I Add-on paketet ingick även Real Mode Server for Workgroup Add-On for MS-DOS som tillät datorer på 8086 (och bättre) att vara med och dela på resurserna.
- Standardiserat gränssnitt

Kommunikationsportarna arbetar nu efter en modulär design som tillåter programmerarna ett standardiserat gränssnitt att skriva mot och hårdvarutillverkarna får ett gränssnitt att arbeta mot.
- FAX

Microsoft At Work PC-Fax tillät arbetsstationer att dela faxmodem och både skicka och ta emot meddelanden via Microsoft Mail MAPI.

### Lokala funktioner
Vid installationen kunde man välja att inte installera nätverkstjänsterna. (Man kan även starta Windows med växeln /N om man inte vill aktivera nätverksresurser.)
- VFAT

Det fanns även viktiga nyheter för datorns prestanda. Man införde VFAT för 32-bitars filåtkomst (Se FAT), filsystemet jobbade ju fortfarande 16-bitars men detta gjorde att filerna kunde hämtas snabbare. Vidare hade man stöd för långa filnamn.
- VCACHE

En annan viktig förbättring var VCACHE som ersatte SMARTdrive. VCACHE förbättrade hårddiskens prestanda både för lokal filåtkomst samt filåtkomst via redirektorn.
I Avancerat 386 kan man göra inställningar för virtuellt minne, cacheminnets storlek på hårddisken m.m. Vidare kan det nämnas att man inte längre kan arbeta i Standard Mode, och var således den första Windows-version som inte var fullständigt bakåtkompatibel.

## Windows 3.11
I slutet av december 1993 kom en uppdatering av Windows 3.1 (alltså inte WfW). Det kom att bli den sista versionen av Windows i denna form och med detta gränssnitt. Nästföljande Windows-operativsystem från Microsoft var från grunden omarbetad.
Denna version av Windows erbjöd inte några halsbrytande nyheter: Den hade för första gången äkthetsintyg med i kartongen. Ett hologram satt också på kartongen för att försvåra för piratkopierare. Denna version tillförde stöd för Novells Netware, annars var det fem kärnfiler samt en rad drivrutiner som hade uppdaterats för att matcha WfW 3.11.

## Tilläggspaket för Windows 3

### Åtkomst av 32-bitarsprogram
Win32 Subset är ett paket som kan installeras i Windows 3.1 eller Windows for Workgroups för att ge dem möjligheten att köra 32-bitars applikationer. Det är ett slags undersystem till Win32 som översätter mellan 32- och 16-bitars minnesadresser (s.k. thunking).

### 32-bitars nätverksåtkomst
I Windows for Workgroups kunde man ansluta sig till ett nätverk med 32-bitars LAN- och protokoll-drivrutiner.
3.11 använder NDIS 3.11-standarden (som även används i tidiga Windows NT), det fanns dock bakåtkompatibilitet och 3.11 kunde ladda äldre 16-bitars drivrutiner i DOS 640 K base memory och använda Real Mode DOS-läge.
Under början av 1994 utvecklade Microsoft en 32-bitars VxD-version av TCP/IP som gick under arbetsnamnet Wolverine som kunde laddas ned från Microsofts ftp-server. 
- OS-History - Die Geschiche von Windows (tyska)